# Японски пилонос
Японският пилонос (Pristiophorus japonicus) е вид акула от семейство Pristiophoridae. На дължина достига до 1,53 m. Тялото е дълго и цилиндричо. Главата е плоска и има силно продълговата и плоска муцуна, която заема около 26-30 % от дължината на цялото тяло. Оцветяването на горната страна на тялото обикновено варира от кафява до червеникаво-кафява, а долната страна е бяла. Очите са разположени странично на главата. Японският пилонос има пет хрилни цепки и две гръбни перки.

## Разпространение и местообитание
Видът е разпространен в северозападната част на Тихия океан, край бреговете на Корея, Северен Китай, Япония и Тайван, между географски ширини 48°N и 22°N, на дълбочина до 500 m от повърхността.
Обитава континенталния шелф, предпочита мекото морско дъно, най-вече кал и пясък.

## Хранене
Храни се предимно с различни дънни организми, като ракообразни, охлюви и калмари.

## Размножаване
Акулите са живораждащи. Женските раждат до 12 малки с дължина на тялото около 98-100 cm.